# 平田璃香子
璃香子（りかこ、1989年〈平成元年〉8月7日 - ）は、日本のタレント、ヨーガインストラクター。Mousa所属。愛知県出身（新潟県長岡市生まれ）。本名および旧芸名は平田 璃香子（ひらた りかこ）。女性アイドルグループ・SKE48の元メンバーである。

## 略歴
- 2008年7月31日、『SKE48オープニングメンバーオーディション』に合格。
- 2008年10月5日、『SKE48 チームS 1st Stage「PARTYが始まるよ」』公演において、選抜メンバー16人のうちの1人として公演デビュー。
- 2009年3月、選抜メンバー16人がチームSへ移行し、チームSのメンバーとなった。
- 2011年3月9日リリースの5thシングル「バンザイVenus」において「強き者よ」以来の選抜入りを果たす。
- 2012年8月7日、『制服の芽』公演においてSKE48からの卒業を発表。卒業後は地元テレビ局などで自らの目標であるリポーターの仕事を希望。AKB48グループでチームのリーダー・キャプテンが卒業を発表したのは、初めてであった[2]。
- 2012年10月23日、ダイアモンドホールで開催された『制服の芽出張公演』にて、卒業公演を実施[3]。
- 2012年11月30日、SKE48を卒業[4]。以後、中西優香がリーダーに就くまで、チームSのリーダーは不在となる。
- 2012年12月1日、この日幕張メッセで開催された「『ギンガムチェック』劇場盤発売記念大握手会」をもって、SKE48としての活動を終了した。
- 2013年2月1日、かつて出演していた中京テレビ『ラッキー!!』に2か月ぶりに出演。レギュラー復帰によって活動を再開した。
- 2015年7月1日、自身のメールマガジン（その後閉鎖）において「芸能以外の新たな道を歩んで行こうと思う」と、芸能界からの引退を発表した。最後のレギュラー番組となったCBCテレビ『なないろDREAM TV』（東海ローカル）には同年9月まで出演。
- 2015年9月30日、所属事務所の契約満了により、芸能界を引退。
- 2019年10月1日、芸名を璃香子に改名し、Mousaと所属タレント契約を結んで4年ぶりに芸能界に復帰[5][6]。

## 人物
- 愛称は、メアリー、リッキー[7]。
- 好きな食べ物はミルクレープ・ドーナツ[8]。
- 趣味は舞台鑑賞、帽子あつめ[7]。
- 特技はエレクトーン、琴[7]。
- 世界遺産検定 2級。

### SKE48
- チームSのリーダーを務め、かつSKE48全体のリーダーとしての役割も務める存在[9]。
- SKE48「二次元同好会」の仮入部員[10]。
- 元チームKIIの松本梨奈と『チーム妖精』を組んでいた。「羽豆岬」のPV撮影の際に仲良くなった[11]。
- 通称”るみパンダ”の加藤るみをいじめる『るみパンダ撲滅委員会』の攻撃から、加藤を守る趣旨で結成された『るみパンダ愛護委員会』会員[12]。
- 松井玲奈は『りかたま』と呼んで、姉のように慕っている[13]。
- 『ポリーしゃん』という名の小さいピンクのぬいぐるみを携行している[14]。
- 仕事などでホテルに泊まる際、一人部屋のときに限り、寝るときは全裸。解放感がたまらないというのが理由[15]。

## SKE48在籍時の参加曲

### シングルCD選抜曲
SKE48名義
- 強き者よ
- 「青空片想い」に収録
  - バンジー宣言 - チームB.L.T.名義
- 「ごめんね、SUMMER」に収録
  - 羽豆岬 - アンダーガールズB名義
- 「1!2!3!4! ヨロシク!」に収録
  - コスモスの記憶 - 白組名義
- バンザイVenus
- 「パレオはエメラルド」に収録
  - ときめきの足跡 - 白組名義
- 「オキドキ」に収録
  - バズーカ砲発射! - 白組名義
- 「片想いFinally」に収録
  - はにかみロリーポップ - 白組名義
- 「アイシテラブル!」に収録
  - あうんのキス - 白組名義

AKB48名義
- 「ギンガムチェック」に収録
  - あの日の風鈴 - ウェイティングガールズ名義

### アルバムCD選抜曲
AKB48名義
- 『ここにいたこと』に収録
  - ここにいたこと
- 『1830m』に収録
  - 青空よ 寂しくないか?

### 劇場公演ユニット曲
チームS 1st Stage「PARTYが始まるよ」公演
- スカート、ひらり

 チームS 2nd Stage「手をつなぎながら」公演
- チョコの行方 (1st UNIT)
- この胸のバーコード (2nd UNIT)

 チームS 3rd Stage「制服の芽」公演
- 万華鏡 (1st UNIT)
- 女の子の第六感 (2nd UNIT)

## 出演

### バラエティ番組
- 世界コスプレサミット2009〜真夏だぜ!クールジャポン爆笑祭〜（2009年8月8日、テレビ愛知）
- 週刊AKB（2009年8月14日・21日・9月11日・18日、テレビ東京）
- SKE48学園（2009年10月3日 - 、エンタ!371）
- でらSKE〜夜明け前の国盗り48番勝負（2010年4月5日 - 2011年5月4日、TBS）
- アナアナ商会（2010年4月7日 - 9月29日、中京テレビ）
- ana-ana girl's（2010年10月6日 - 2011年3月30日、中京テレビ）
- SKE48のアイドル×アイドル（2010年12月20日・27日、中京テレビ）
- ラッキー!!（2011年4月1日 - 2012年11月30日、2013年2月1日 - 2013年9月28日、中京テレビ）
- SKE48の世界征服女子（2011年10月3日 - 2012年9月26日、中京テレビ）
- 4U（2013年10月11日 - 中京テレビ）
- なないろDREAM TV（2014年10月2日 - 2015年9月29日、CBCテレビ）

### ドキュメンタリー番組
- 玉木宏の歴史タイムトリップスペシャル 戦後70年教科書から消された英雄 〜韮山反射炉を造った江川英龍〜（2015年6月7日、BSフジ） - リポーター[16]

### ラジオ
- SKE48 観覧車へようこそ!!（2009年4月6日 - 不定期出演、CBCラジオ）
- SKE48♥1+1は2じゃないよ!（2010年11月13日・2011年12月7日、東海ラジオ）
- SKE48♥1+1+1は3じゃないよ!（2011年6月5日、東海ラジオ）

### ネット配信
- SKE48の私立SPA!学園（2011年9月12日・2012年1月30日、ニコニコ動画）

### CM
- 「トヨタカローラ中京・トヨタカローラ名古屋・トヨタカローラ岐阜」 - インフォマーシャル。